# Papegeai maillé
Deroptyus accipitrinus
Genre
Espèce
Statut de conservation UICN

 LC  : Préoccupation mineure
Statut CITES
Le Papegeai maillé (Deroptyus accipitrinus) est une espèce d'oiseau de la famille des Psittacidae. Au sein de cette famille, il est d'assez grande taille. Il habite les régions forestières du bassin amazonien. C'est la seule espèce du genre Deroptyus.

## Étymologie
Le terme perroquet a évincé le terme papegai ou papegaut, usuel jusqu'au XIVe siècle comme nom générique de la famille ; Il ne sert plus aujourd'hui qu'à nommer cette espèce. Buffon a, sur une gravure, utilisé le terme de papegeai paradis pour désigner une autre espèce. Le terme de papagei est toujours utilisé en allemand pour désigner l'ordre, ainsi que papagaio en portugais, papagayo en espagnol, pappagallo en italien ou encore papagal en roumain.

## Description
Cet oiseau mesure environ 35 cm. Le plumage présente une dominante verte.

## Reproduction en captivité
La reproduction en captivité est extrêmement difficile, presque tous les individus qui ont vu le jour en captivité sont nés en incubation[réf. nécessaire].

## Liste des sous-espèces
- Deroptyus accipitrinus accipitrinus (Linnaeus, 1758) — au nord de l'Amazone
- Deroptyus accipitrinus fuscifrons Hellmayr, 1905 (se différenciant de la sous-espèce type par l'absence de blanc sur le front) — au sud de l'Amazone